# Tatort: Jetzt und Alles
Jetzt und Alles ist ein Fernsehfilm aus der Kriminalreihe Tatort der ARD, des ORF und SRF. Der Film wurde vom MDR unter der Regie von Bernd Böhlich produziert und am 31. Juli 1994 erstmals ausgestrahlt. Es handelt sich um die Tatort-Folge 294. Für den Kriminalhauptkommissar Bruno Ehrlicher und seinen Kollegen Kain ist es der sechste Fall, in dem sie in Dresden ermitteln.

## Handlung
Lucky und seine Freunde klauen in Dresden Autos, um damit Rennen zu fahren. Bei einem der Rennen wird ein Polizist schwer verletzt. Außerdem finden Lucky und seine Gang im Wagen des Spielothekbesitzers Wille eine Leiche im Kofferraum. Sie beschließen daraufhin, Wille zu erpressen. Sein Wagen wird mitsamt der Leiche angezündet, um Spuren zu verwischen.
Wille und seine Frau sind zunächst bereit, auf die Erpressung einzugehen, da die Polizei bereits beginnt, unangenehme Fragen zu stellen. Außerdem ist die Spielothek nur eine Tarnfirma; das große Geld verdienen die Willes und ihr Geschäftspartner Ollenberg mit Menschenhandel. Der Tote im Kofferraum war der Vater eines tschechischen Mädchens, der seine Tochter zurückholen wollte und im Handgemenge getötet wurde. Willes Frau, die mit Ollenberg eine Affäre hat, bittet diesen nun um das geforderte Geld. Der weigert sich jedoch, und beide beschließen, den Erpresser kurzerhand aus dem Weg zu räumen. Bei der Übergabe stirbt Falco.
Bei ihren Ermittlungen stoßen Ehrlicher und Kain auf die Eltern der „Crashkids“, die jede Kontrolle über ihre Kinder verloren haben, und auf Jugendliche, die vor nichts und niemandem mehr Respekt haben. Sie erfahren daher zunächst entsprechend wenig.
Als Ollenberg die Tschechin aus dem Versteck holt, wird er von Lucky beobachtet und verfolgt. Auf einer Landstraße drängt dieser Ollenbergs Wagen von der Straße ab und befreit das Mädchen. Ollenberg bleibt schwer verletzt im Wagen zurück. Kain findet kurz darauf das leere Versteck in der Nähe der Spielothek; die Willes werden verhaftet.
Lucky und das Mädchen fliehen mit dem Auto und überfallen unterwegs eine Tankstelle, deren Besitzer die Polizei verständigt. Bei dem Versuch, der Verhaftung zu entgehen, bedroht Lucky Kain mit einer nicht geladenen Waffe, was Kain nicht ahnt und ihn daraufhin erschießt.

## Produktion
Der Film ist der sechste vom MDR produzierte Tatort mit dem Ermittlerduo Ehrlicher und Kain. Die Erstausstrahlung verfolgten 6,22 Mio. Zuschauer, was einer Einschaltquote von 27,7 % entsprach.
Der Titelsong wurde von Ben Becker komponiert.

## Kritik
Die TV Spielfilm fand, der Film sei „ein schwacher Beitrag zum damals grassierenden Modethema Crashkids. Weder Buch noch Schauspieler kommen in die Gänge“. Die Kritiker vertraten die Meinung, die Macher hätten diesen Tatort „vor die Wand gefahren“.